# Vladimir Vasin
Pour les articles homonymes, voir Vassine.
Vladimir Vasin (en russe : Владимир Алексеевич Васин, Vladimir Alekseïevitch Vassine) est un plongeur soviétique né le 9 janvier 1947 à Moscou.

## Carrière
Il est sacré champion olympique en tremplin à 3 mètres aux Jeux olympiques d'été de 1972 à Munich. Il est aussi médaillé de bronze en tremplin aux Championnats d'Europe de natation 1970 à Barcelone.
Il intègre l'International Swimming Hall of Fame en 1991.